# Creative MuVo

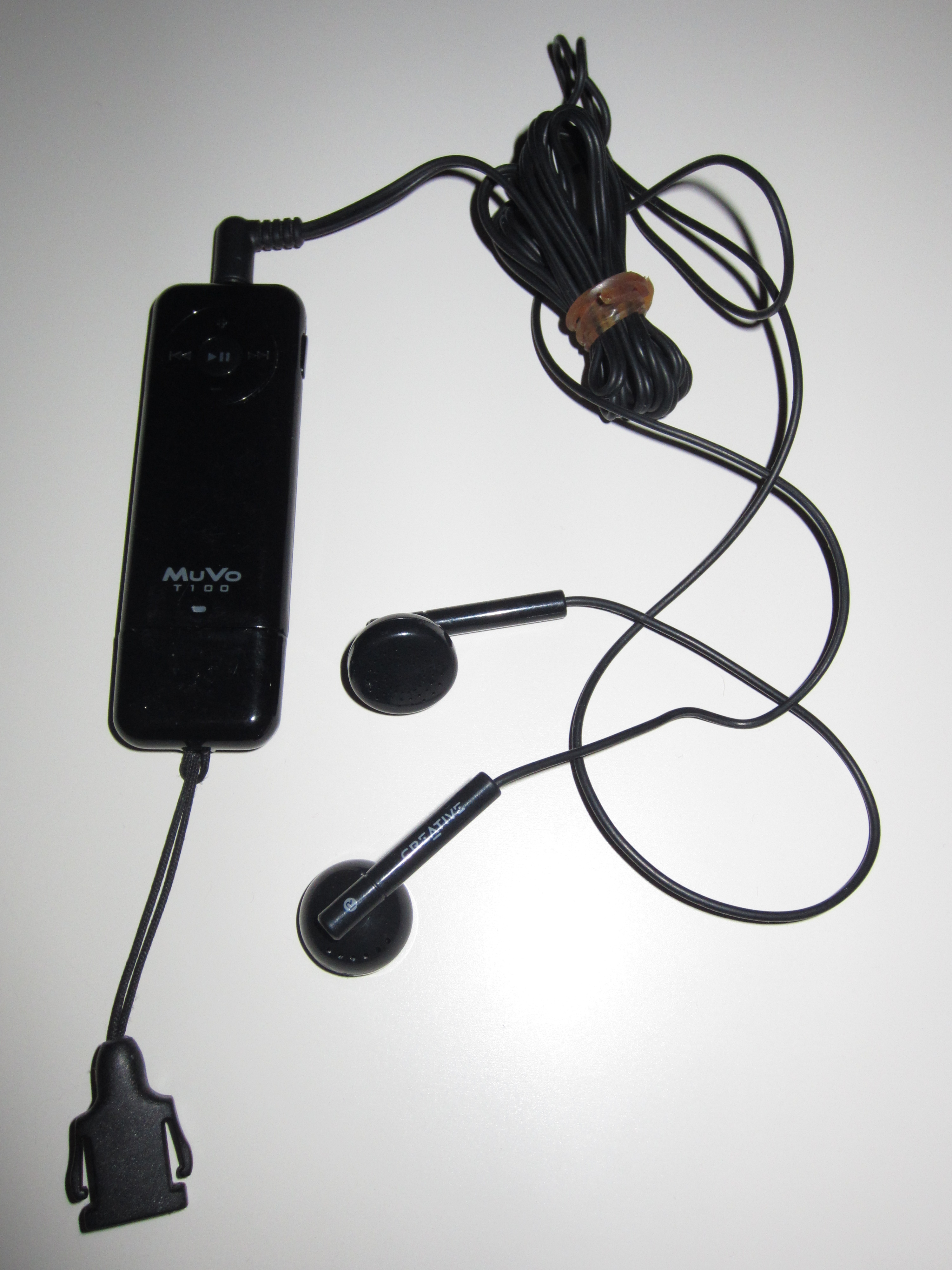
Creative MuVo T100

Creative MuVo（クリエイティブ・ミューボ）は、シンガポールのクリエイティブテクノロジーが開発・発売しているデジタルオーディオプレーヤーシリーズである。

## 概要
同社初期からの製品群であるNOMADシリーズの後継的なラインナップである（NOMADシリーズが廃止されたわけではない）。
USBマスストレージに対応しており、ZENシリーズとは異なり、エクスプローラから直接ファイルを転送できる。
モデルによる違いはあるが、音楽の再生のみならず、FMラジオの受信・録音やビデオ再生などの機能を備えているものがある。
ちなみにMuVoとは Music Voyage(音楽の航海)の事である。
また、Zen Nano Plus以降はMuVoシリーズの位置づけが変わり、従来のMuVoシリーズはZENシリーズと統合し、MuVoブランドは廉価版モデルのブランドなった。

## モデル
- MuVo Slim
2004年4月発売。128MB、256MBモデルが発売。
厚さ7mmの薄型プレイヤーで、着脱可能なバッテリーを搭載する。
最大連続再生時間は17時間である。
- MuVo TX FM
2004年6月発売。128MBから1GBモデルまで発売。
NOMAD MuVo TXにFMチューナーを付けたモデル。
- MuVo2 FM
2004年9月発売。価格は26,800円。
NOMAD MuVo2にFMチューナーを追加したモデル。内蔵マイクによるボイスレコーディングにも対応した。
容量は5GBで、色はホワイト、ブラック、グリーン、ブルー、ピンクの5色がある。
- MuVo SPORT C100
2004年10月発売。価格は14,800円。
容量は256MBで、単4電池1本で最大14時間の連続駆動が可能。
スポーツタイプであるため、ランニングなどの時間測定が行なえるラップ/スプリットタイム計測付きストップウォッチ機能とタイマー機能も備えている。
- MuVo MICRO N200
2004年11月発売。256MB、512MB、1GBモデルが発売。後にZen Nano Plusに名称を変更する。
ライン入力を備え、外部入力音声を直接MP3化できる。また、楽曲録音時に、自動的に曲間を検出して個別のファイルに保存する「曲間カット付きダイレクト録音」機能も搭載。
- MuVo Vidz
2005年9月発売。512MB、1GBモデルが発売。
韓国のSorell社のmini-PMP SF3500のOEM品である。
- MuVo S200
2006年4月発売。価格は、8,800円(512MB)、12,800円(1GB)。
廉価モデルで、パープル、シルバー、ブルーの3色がラインナップされている。
単4電池で最大14時間再生可能。
LRCファイルの歌詞表示に対応している。
- MuVo V200
容量は1GBで単4電池使用で最大18時間連続再生可能。
- MuVo V100
2006年9月発売で価格は9,800円。
MuVo V200のマイナーチェンジ版。
容量は2GBに増加し、ID3タグやLRCファイルの歌詞表示に対応した。
- MuVo T100
2007年10月発売。価格は、7,800円(2GB)、9,980円(4GB)。
ディスプレイを搭載しないシンプルなモデル。
バッテリーは内蔵のリチウムイオン電池で最大10時間の連続再生が可能。
- MuVo T200
2008年2月発売。価格は7,980円
容量は2GBで、T100から新たにFMラジオ機能が加わった。
バッテリーは内蔵のリチウムイオン電池で最大9時間の連続再生が可能。